# NGC 4270
NGC 4270 је лентикуларна галаксија у сазвежђу Девица која се налази на NGC листи објеката дубоког неба.
Деклинација објекта је + 5° 27' 48" а ректасцензија 12h 19m 49,4s. Привидна величина (магнитуда) објекта NGC 4270 износи 12,1 а фотографска магнитуда 13,1. Налази се на удаљености од 35,1000 милиона парсека од Сунца. NGC 4270 је још познат и под ознакама UGC 7376, MCG 1-32-7, CGCG 42-26, VCC 375, PGC 39718.